# Hermann Ungar
Hermann Ungar (20. dubna 1893 Boskovice – 28. října 1929 Praha) byl německy píšící prozaik a dramatik z Moravy, kterému se přezdívalo moravský Kafka.

## Život
Narodil se v židovské rodině v Boskovicích. Vystudoval německé gymnázium v Brně. Pak studoval v letech 1911-1913 filosofii, národohospodářství a práva v Berlíně, Mnichově a v Praze. Za první světové války byl povolán do armády, bojoval na ruské a na haličské frontě a byl zraněn. Po skončení války zakončil studia práv doktorátem v roce 1918.
V sezóně 1919-1920 pracoval jako dramaturg v chebském divadle. V roce 1920 vstoupil do státní služby na ministerstvu zahraničí. Byl obchodním atašé a legačním radou na velvyslanectví v Berlíně. Současně se věnoval žurnalistice a vlastní spisovatelské tvorbě. V roce 1928 se vrátil do Prahy. V roce 1929 vystoupil z diplomatických služeb. Několik týdnů nato zemřel na zanedbaný zánět slepého střeva.

## Spisy

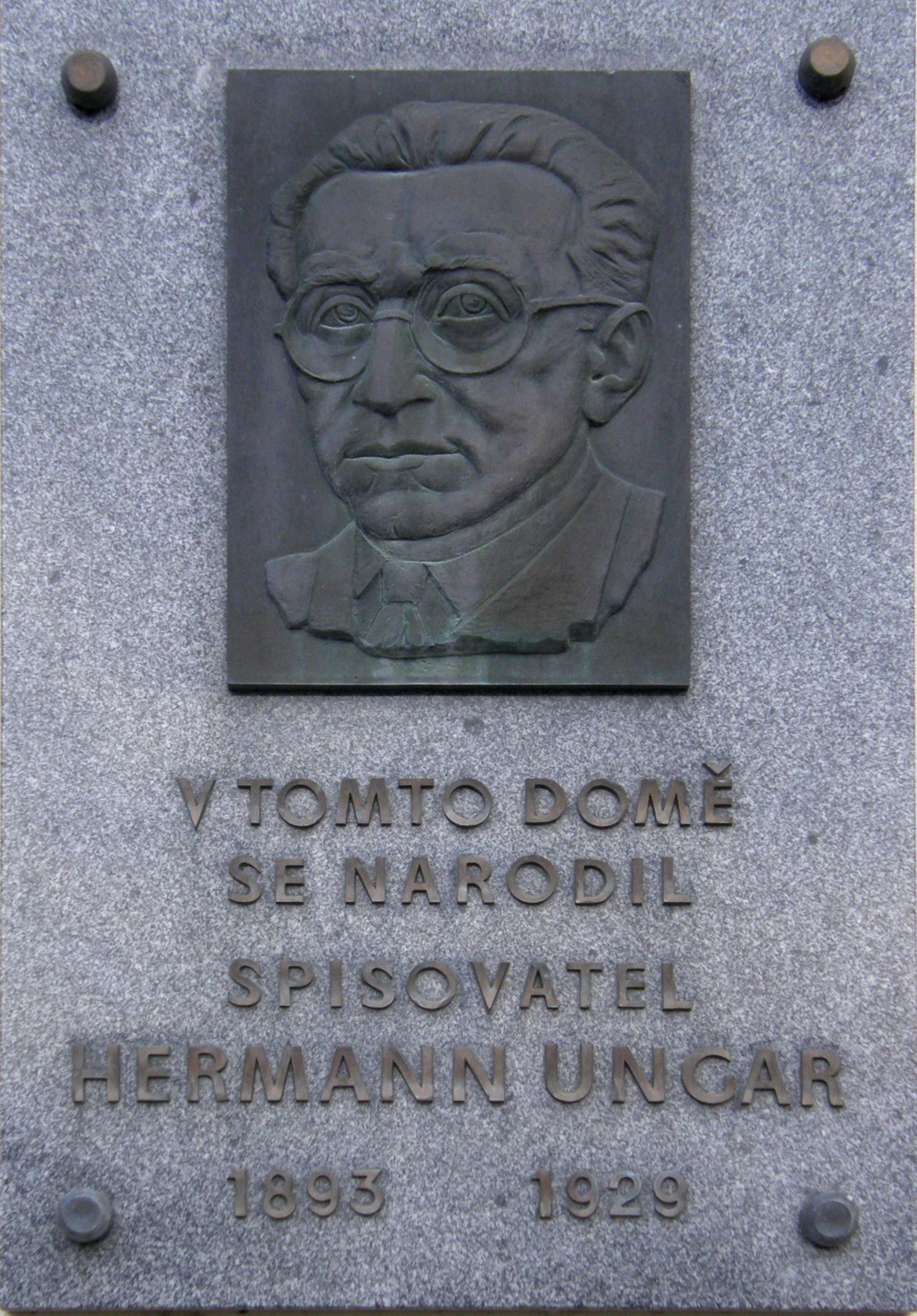
Pamětní deska Hermanna Ungara v rodných Boskovicích

- 1920 Knaben und Mörder : zwei Erzählungen, Lipsko : E. P. Tal (česky: Hoši a vrahové : dvě povídky, překlad Jan Grmela)
- 1923 Die Verstümmelten (Zmrzačení), Berlin : Ernst Rowohlt Verlag - román
- 1925 Die Ermordung des Hauptmanns Hanika : Tragödie einer Ehe (Vražda kapitána Haniky : tragédie jednoho manželství), Berlin : Verlag die Schmiede
- 1927 Die Klasse (Třída), Berlin : Ernst Rowohlt Verlag - román, česky 1929, překlad Marie Fialová
- 1930 Colberts Reise (Colbertova cesta), Berlin : Ernst Rowohlt Verlag - povídky, předmluva Thomas Mann

### Podíl ve sbornících
- 1922 Deutsche Erzähler aus der Tschechoslowakei, sestavitel: Otto Pick, Liberec : Heris. Pod názvem Der Bankbeamte (Bankovní úředník) otištěna první kapitola románu Die Verstümmelten (Zmrzačení)

### Dramata
- Der rote General (Rudý generál), premiéra 1928, Berlín, Divadlo na Königgrätzer Straße (Theater in der Königgrätzer Straße), režie: Erich Engel.
- Die Gartenlaube (Zahradní besídka), premiéra: 12. prosinec 1929, Berlín, Divadlo na Schiffbauerrammu (Theater am Schiffbauerdamm), režie: Erich Engel. Knižně vyšlo v roce 1930, Berlin : Ernst Rowohlt Verlag

### Česky vydané knihy
- Chlapci a vrazi, 2024[3] (Knaben und Mörder,1920) (Boskovice: Literární čajovna Hermanna Ungara. Překlad Jaroslav Bránský, doslov vnučky autora díla a přehled jeho života a tvorby.)